# Korobivka, Zolotonoșa
Korobivka (în ucraineană Коробівка) este localitatea de reședință a comunei Korobivka din raionul Zolotonoșa, regiunea Cerkasî, Ucraina. În secolul al XIX-lea, satul făcea parte din volostul Zolotonoșa, uezdul Zolotonoșa.

## Demografie
Componența lingvistică a localității Korobivka
     Ucraineană (94,11%)
     Rusă (5,8%)
     Alte limbi (0,09%)
Conform recensământului din 2001, majoritatea populației localității Korobivka era vorbitoare de ucraineană (94,11%), existând în minoritate și vorbitori de rusă (5,8%).